# Damiano Michieletto
Damiano Michieletto est un metteur en scène italien, né en 1975 à Venise.
Spécialisé dans l'opéra, il est invité par les plus grandes scènes internationales de l'art lyrique et ses réalisations sont saluées pour leur originalité.

## Carrière

### Formation et débuts
Damiano Michieletto a grandi à Scorzè et fait des études de littérature à l'université Ca' Foscari de Venise et de mise en scène à la Scuola d'Arte Drammatica Paolo Grassi de Milan dont il est diplômé.
Sa première mise en scène fut celle d'un opéra tiré de l'oubli par le festival de  Wexford en 2003, l'œuvre du Tchèque Jaromír Weinberger, Švanda dudák (1926) qui connut un grand succès en son temps, avant l'exil forcé de son compositeur, d'origine juive, durant la période nazie.
Il se fait ensuite remarquer dans les programmations du Rossini Opera Festival à Pesaro, en 2004 avec Il trionfo delle belle de Stefano Pavesi, en 2007 avec La gazza ladra, en 2009 avec La scala di seta.
Il se produit également dans sa ville natale, Venise, à la Fenice avec un Roméo et Juliette remarqué en 2009 puis assure les mises en scène des trois opéras de Mozart, sur un livret de da Ponte : Don Giovanni créé en 2010 et qui lui valut un Opéra Award, et une reprise en 2014 et 2019, Cosi fan tutte en 2012, avec reprise à Barcelone au Gran Teatre du Liceu en 2015 , La Flûte Enchantée en 2015, reprise en 2024 à l'Opéra de Rome. Il met également en scène Macbeth en 2019.
Pour ses débuts à la Scala de Milan, il met en scène Un Ballo in marschera en juillet 2013 où il reviendra en 2021 pour Salomé.
Au Teatro dell'Opera di Roma, c'est La Damnation de Faust en 2017 qui marque ses débuts dans la capitale de son pays où son travail original est à nouveau salué « Damiano Michieletto s’est emparé avec virtuosité de cette œuvre hybride aux possibilités illimitées. » souligne  François Lesueur dans ConcertClassic. Au Circo Massimo, il met en scène Rigoletto en 2020.

### Carrière internationale
C'est en 2012 qu'il fait ses débuts au Festival de Salzbourg avec La Bohème, mise en scène qui fait écrire au magazine Diapason sous la plume d'Emmanuel Dupuy « Damiano Michieletto fait partie de ces jeunes gloires de la mise en scène qui enchaînent les spectacles un peu partout - sauf en France - avec un incontestable savoir faire. ». Anna Netrebko y chante sa première Mimi aux côtés du Rodolfo de Piotr Beczala et l'une des représentations est filmée et sort en DVD chez Deutsche Grammophon, le trimestre suivant. Il retourne ensuite régulièrement illustrer diverses oeuvres au festival de Salzbourg, dont Falstaff en 2013, la Cenerentola en 2014 — avec Cecilia Bartoli dans le rôle-titre. Cette dernière, devenue directrice artistique du Festival de Pentecôte, fait appel à lui à nouveau pour la mise en scène d'Alcina en 2019.
En 2012, au Theater an der Wien, il signe avec son partenaire habituel, le scénographe Paolo Fantin (de), une interprétation audacieuse du Il trittico (Il tabarro, Suor Angelica, Gianni Schicchi) qui lui vaut un prix et, lors de la reprise à Copenhague en 2016, ForumOpéra souligne « Cette production du Trittico signée Damiano Michieletto laisse à la fois séduit et partagé, comme nombre des spectacles signés par le talentueux metteur en scène. ». En 2015, à nouveau, au Theater an der Wien, il illustre l'Idoménéo de Mozart puis l'année suivante, il créée une mise en scène très originale de l'Otello de Rossini, qui sera reprise à Francfort en 2024.
Damiano Michieletto se produit plus tardivement en France mais se fait remarquer par sa mise en scène du Barbier de Séville à l'Opéra de Paris Bastille dès 2014 qui connut de très nombreuses reprises sur plusieurs scènes internationales puis celle  de Don Pasquale à l'Opéra de Paris Garnier en 2018, avant de reprendre sa mise en scène de La Cenerentola au Théâtre des Champs Elysées en 2023 avec Marina Viotti dans le rôle-titre. Il réalise également la mise en scène de  Béatrice et Bénédict  à l'Opéra national de Lyon, prévue pour l'année 2020 mais finalement donnée en 2024.
Il connait une Première agitée au Royal Opera House de Londres en 2015 avec la très controversée illustration de Guillaume Tell du fait d'une scène de viol collectif sifflée par le public, « qui ont contraint les musiciens à s'interrompre », ce qui n'empêchera pas des reprises par la suite comme à Palerme en 2018. À Londres, en 2017, il met en scène également le diptyque, Cavalleria rusticana , Pagliacci, ce qui lui vaudra de recevoir le prix Laurence Olivier la même année.

### Opéras rares
Le metteur en scène italien a également mis en scène des œuvres plus rares, opéras ou pièces de théâtre, comme Il dissoluto punito  de Ramón Carnicer au Festival La Coruña (2006), Il cappello di paglia di Firenze (it) de Nino Rota au Teatro Carlo Felice (2007), Jackie O de Michael Daugherty au Lugo Opera Festival (2008), Tramonto de Renato Simoni au Teatro Stabile del Veneto (2010), The Greek Passion de Bohuslav Martinů au Teatro Massimo di Palermo (2011), L'Éventail de Carlo Goldoni au Teatro Stabile del Veneto (2012), Der Revizor  de Werner Egk  au Teatro Stabile del Veneto (2014), Divine Parole (Divinas Palabras) de Ramón María del Valle-Inclán au Piccolo Teatro di Milano (2015), Der ferne Klang de Franz Schreker à l'Opéra de Francfort où l'œuvre avait été créée en 1912 avant de sombrer dans l'oubli (2019 puis reprise en 2023).
Il réalise également la création d'Aquagranda, l'opéra souvenir de Filippo Perocco, commandé par la Fenice en 2016 pour commémorer la grande inondation de Venise de 1966 (it).

## Récompenses et prix
- 2003 Irish Times Theatre Awards – Best Opera Production, pour Švanda dudák
- 2008 Franco Abbiati Prize – Best Director, pour La gazza ladra
- 2013 Reumert Prize – Best Opera Production, pour Il Trittico
- 2015 Österreichischer Musiktheaterpreis – category Beste Regie, pour Idomeneo at the Theater an der Wien
- 2015 Laurence Olivier Award – Best Opera Production, pour Cavalleria rusticana – Pagliacci
- 2017 Franco Abbiati Prize – Best Director, pour Aquagranda
- 2018 Franco Abbiati Prize – Best Opera Production, pour La Damnation de Faust
- 2018 Melbourne Green Room Awards - Best Director, pour Cavalleria Rusticana - Pagliacci
- 2020 Melbourne Green Room Award - Best Opera Production, pour "Il viaggio a Reims"